# Морнарички истражитељи (17. сезона)
Седамнаеста сезона амерички полицијо-процедуралне драме Морнарички истражитељи је емитована од 24. септембра 2019. до 14. априла 2020. године на каналу ЦБС. Сезону су продуцирали "Продукција Белисарио" и "CBS Television Studios".
Радња серије се врти око измишљене екипе посебних агената Морнаричко-злочинско истражитељске слежбе која води кривичне истраге у које су укључени америчка морнарица и војници.
У мају 2020. ЦБС је обновио серију за осамнаесту сезону.

## Опис
Главна постава се није мењала у овој сезони. Од ове сезоне, Дејвид Мекалум је смањио значајно своја појављивања по сезони.

## Улоге

### Главне
- Марк Хармон као Лерој Џетро Гибс
- Шон Мареј као Тимоти Мекги
- Вилмер Валдерама као Николас Торес
- Емили Викершом као Еленор Бишоп
- Марија Бело као Џеклин Слоун
- Брајан Дицен као Џејмс Палмер
- Емили Викершом као Еленор Бишоп
- Диона Ризоновер као Кејси Хајнс
- Роки Керол као Леон Венс
- Дејвид Мекалум као др. Доналд Малард

### Епизодне
- Коте де Пабло као Зива Давид (Епизоде 1-2, 10-11)

## Епизоде
| Бр. у серији | Бр. у сезони | Назив                      | Редитељ           | Сценариста                             | Пpемијерно емитовање | Прод. код | Гледаоци САД-а (у милионима) |
| --- | ------------ | -------------------------- | ----------------- | -------------------------------------- | -------------------- | --------- | ---------------------------- |
| 379 | 1            | "Из таме (3. део)"         | Теренс О’Хара     | Ђина Лучита Монтреал                   | 24. септембар 2019.  | 1701      | 12.57                        |
| Кад се Зива вратила да упозори Гибса да је у опасности, њих двоје су морали да беже и пронађу Сахар, велеумку која је одговорна. У међувремену, екипа истражује, а откриће да је Зива жива направило је огроман јез међу њима.Појава Зиве Давид. |              |                            |                   |                                        |                      |           |                              |
| 380 | 2            | "На светло (4. део)"       | Тони Вармби       | Стивен Д. Бајндер                      | 1. октобар 2019.     | 1702      | 12.51                        |
| Истрага о претњи Гибсу и Зиви добила је неочекивани преокрет када је један конгресмен нападнут. Кад су је Зива и екипа МЗИС-а сатерали у ћошак, Сахар је наредила "План Ц" приликом ког су она и њени људи побијени. После тога, Гибс и она су се помирилли кад је она открила да се осећала напуштено кад Гибс није кренуо да је тражи кад је њена смрт пријављена и рекла му је да још нешто мора да уради пре него што се врати породици.Појава Зиве Давид. |              |                            |                   |                                        |                      |           |                              |
| 381 | 3            | "Покрет"                   | Томас Џ. Врајт    | Скот Вилијамс                          | 8. октобар 2019.     | 1703      | 11.19                        |
| Кад је пронађено тело под камионом који је ушао у двориште морнаричке зграде, истрага смрти човека довела је до камп насеља са занимљивим становницима. Слоунова покушава да натера екипу да разговара о Зивином изненадном појављивању и одласку. |              |                            |                   |                                        |                      |           |                              |
| 382 | 4            | "Туђе ципеле"              | Мајкл Зинберг     | Кристофер Џ. Вејлд                     | 15. октобар 2019.    | 1704      | 10.87                        |
| Екипа МЗИС-а истражује бизарно место злочина на Народном гробљу "Арлингтон" које је повезао са низом напада на бивше борце бескућнике. Такође, као казну што су лагали директора Венса за Зивин изненадни повратак, Макги, Торес и бишопова морају цео дан да проведу у пречишћавању гараже са доказима. |              |                            |                   |                                        |                      |           |                              |
| 383 | 5            | "Потпуно будна"            | Дајана Валентајн  | Брендан Фехили                         | 22. октобар 2019.    | 1705      | 11.34                        |
| МЗИС истражује капларку војну Лејни Алимнта након што су докази указали да је убила свог суседа док је лечена од несанице хинозом. Такође, Гибс се спријатељио са новим суседима, самохраном мајком и њеним 9-огодишњим сином кад му је он случајно лоптицом за бејзбол разбио прозор. |              |                            |                   |                                        |                      |           |                              |
| 384 | 6            | "У установи"               | Тони Вармби       | Дејвид Џ. Норт                         | 5. новембар 2019.    | 1706      | 10.88                        |
| Док су истраживали смрт раније заробљеног војног лица, Кејси мора да се бори и рукама и ногама јер је главни осумњичени њен друг из детињства. |              |                            |                   |                                        |                      |           |                              |
| 385 | 7            | "Заузето"                  | Роки Керол        | Марко Шнабел                           | 12. новембар 2019.   | 1707      | 11.65                        |
| Док су истраживали убиство војника, екипа МЗИС-а је открила мрежу шпијунских скривених камера које преносе уживо из соба једног вирџинијског преноћишта. |              |                            |                   |                                        |                      |           |                              |
| 386 | 8            | "Музичке столице (1. део)" | Мајкл Зинберг     | Кејт Торговник Меј                     | 19. новембар 2019.   | 1708      | 11.12                        |
| Екипа МЗИС-а истражује убиство музичара из елитног војног састава који наступа на дипломатским догађајима широм света. |              |                            |                   |                                        |                      |           |                              |
| 387 | 9            | "IRL"                      | Теренс О’Хара     | Кристофер Џ. Вејлд                     | 26. новембар 2019.   | 1709      | 11.06                        |
| Екипа МЗИС-а истражује убиство десетара који је уживо преносио играње видео игрица. Такође, Гибс је морао да причува свог 9-огодишњег суседа Финеаса кад је његова мајка у последњи минут морала напут. |              |                            |                   |                                        |                      |           |                              |
| 388 | 10           | "Северни пол"              | Џејмс Вајтмор мл. | Ђина Лучита Монтреал                   | 17. децембар 2019.   | 1710      | 11.10                        |
| Гибс је помогао Финеасовој мајци Сари око цеви за воду и приметио је посекотину на њеној руци, а она је рекла да се посекла о цев. У међувремену, Зивина газдарица Одет је упутила Бишопову да дође до УСБ-а у једном клубу за 100 хиљада, али уместо да га преда Одет (за коју је откривено да је добила отказ у Одељењу за посебна дејства ЦИА-е), она га је показала екипи. На њему је била само слика непознатог човека који одвлачи Зивиног друга Адама Ешела у напуштену творницу. Бљесак из прошлости је приказао Зиву у време кад је побегла из Илајеве куће после праска. Истрага је показала да је раније убијена "Сахар" варалица. Гибс и Зива су стигли касно да би спасли Адама, али им је он рекао да је права Сахар "неко кога знају" пре него што је умро. Онда су схватили да је Адам говорио Гибсу, а не Зиви по чему су закључили да је Сахар Гибсова суседка Сара, а Гибс је био присиљен да је убије током сукоба са Зивом. Одет је понудила "посебну обуку" Бишпоповој у Зивиној пословници, а Гибс је невољно отишао на спрат своје куће да каже Финеасу за мајку.Појава Зиве Давид. |              |                            |                   |                                        |                      |           |                              |
| 389 | 11           | "Ишчезао"                  | Роки Керол        | Скот Вилијамс                          | 7. јануар 2020.      | 1711      | 10.39                        |
| Гибс се дубоко и лично умешао у случај када је Финеас нестао до те мере да се екипа забринула за његово добро. Случај је постао личан и за Тореса јер је растурио ланац трговине децом док је био на тајном задатку. За Виктора Мира, власника клуба са којим се МЗИС сусретао раније, је откривено да је Халаби, човек који ради у терористичком ланцу са Финеасовим рођеним стрицом па га је екипа ухапсила пре него што је стигао да одведе Финеаса у Либију. Финеас је враћен код својих усвојитеља од којих га је мајка одвојила лагавши да га не желе више. Зива се онда поздравила са екипом, а Џими се спремио да је одвезе у ваздушну луку да би могла да одлети у Париз и споји се са својом породицом.Појава Зиве Давид. |              |                            |                   |                                        |                      |           |                              |
| 390 | 12           | "План лета"                | Тавниа Меккирнан  | Брендан Фехили                         | 14. јануар 2020.     | 1712      | 10.12                        |
| Док су истраживали пад војног борбеног млазњака, екипа је открила да је пилоткиња лажирала своју смрт. Макги се брине да ће морати на вазектомију. |              |                            |                   |                                        |                      |           |                              |
| 391 | 13           | "Нечујно"                  | Вилијам Веб       | Лиса ди Тролио                         | 21. јануар 2020.     | 1713      | 11.36                        |
| Кад је тело војника пронађено на писти за испитивање беспилотних летелица, МЗИС мора да утврди да ли је то убиство или несрећа. У међувремену, Џими пажљиво разговара са кандидатима за место помоћник судског вештака. |              |                            |                   |                                        |                      |           |                              |
| 392 | 14           | "У огњу"                   | Марк Хоровиц      | Дејвид Џ. Норт и Стивен Д. Бајндер     | 28. јануар 2020.     | 1714      | 12.12                        |
| Док су Торес и Бишопова трчали, Торесе су ударила кола у брзини. Док је торес у коми, МЗИС и осветољубива Бишопова морају да наводе политичко минско поље у виду Иксавијера Злотова, размаженог сина утицајне Руске породице. Током истраге, екипа је пронашла Злотова убијеног (највероватније од стране његове девојке која је била осумњичена у Торесовом тајном задатку од пре неколико година). Једна плава влас је пронађена на месту злочина. Како је девојка плавуша, екипа је посумњала на њу, али Макгију није лако јер мисли да је Бишопова можда испунила своју намеру и убила Злотова. Ипак, кад јепотврдила да није то урадила на крају епизоде, Макги је посумњао да је Гибс можда убио Злотова да би је заштитио. |              |                            |                   |                                        |                      |           |                              |
| 393 | 15           | "Усамљена срца"            | Мајкл Зинберг     | Марко Шнабел                           | 11. фебруар 2020.    | 1715      | 11.75                        |
| Главна осумњичена за убиство два војника је жена коју је Гибсов друг Филип Брук упознао преко странице за упознавање. Такође, Слоунова има тајног обожаваоца на Дан заљубљених, а Торес је пуштен из болнице после саобраћајне несреће. |              |                            |                   |                                        |                      |           |                              |
| 394 | 16           | "Ефемера"                  | Дајана Валентајн  | Кристофер Џ. Вејлд                     | 18. фебруар 2020.    | 1716      | 11.91                        |
| Док су истраживали самоубиство главног десетара војног који је оставио редак, драгоцен − и највероватније украден − новчић Народном музеју морнарице, екипа се замислила у његовој животној причи како би сложила коцкице како је новчић завршио код њега. |              |                            |                   |                                        |                      |           |                              |
| 395 | 17           | "У љусци ораха"            | Мајкл Зинберг     | Кејти Вајт                             | 10. март 2020.       | 1717      | 10.75                        |
| МЗИС истражује убиство десетара који је убијен на исти начин као и његови родитељи 10 година раније. Жртвина сестра Клер је направила "љуску ораха" у којој је израдила реконструкцију смрћу својих родитеља што је помогло екипи у истрази. У међувремену, екипа је пристала да пречисти неке своје ствари и приложи их у добротворне сврхе, али неким је теже да их се одрекну од других. Епизода се завршила кад је Бишопова примила поруку од Одет. |              |                            |                   |                                        |                      |           |                              |
| 396 | 18           | "Школа"                    | Алрик Рајли       | Кејт Торговник Меј и Стивен Д. Бајндер | 24. март 2020.       | 1718      | 13.22                        |
| Кад је војник наизглед доброг угледа пронађен мртав у језеру близу места где се оджравао познати догађај, екипа је дошла до сазнања да је он тражени хакер. У међувремену, рођена ћерка Слоунове Фејт је тражила здравствени картон свог оца чиме је несвесно присилила Слоунову да се суочи са тим човеком: он ју је силовао после једне факултетске журке. Слоунова се побринула да он да Фејт све што тражи, лаже о томе како је зачета и да је више никада не види, али је Фејт сабрала два и два и захвалила Слоуновој што ју је дала на усвајање како би је заштитила од рођеног оца. |              |                            |                   |                                        |                      |           |                              |
| 397 | 19           | "Ласкање"                  | Роки Керол        | Скот Вилијамс                          | 31. март 2020.       | 1719      | 13.65                        |
| Џими и Кејси су постали таоци у гостионици коју Гибс често посећује кад су тројица пљачкаша упала у њу после пљачке у оближњој златари која је пошла по злу. Њихов вођа им је убио возача раније јер је овај истртљао појединости својој супрузи, а она се касније обратила Венсу и Слоуновој. Кувар из гостионице је упуцао једног од пљачкаша како би покушао да ослободи таоце због чега је касније погинуо, а остали пљљачкаши су присилили Џимија да отвори преминулог пљачкаша како би извадили драгуље које је прогутао. То је дало Џимију и Кејси замисао да их убеде како имају унутрашње крварење због гутања стакла чиме су спасли остале таоце и окончали талачко стање. |              |                            |                   |                                        |                      |           |                              |
| 398 | 20           | "Аризона"                  | Џејмс Вајтмор мл. | Ђина Лучита Монтреал                   | 14. април 2020.      | 1720      | 13.49                        |
| Екипа покушава да потврди идентитет Џоа Смита који тврди да је службовао на БСД "Аризони" у време напада на Перл Харбур и жели да му се пепео проспе тамо кад умре. У међувремену, Макги се против своје воље уплео у породично окупљање где су људи које не познаје. |              |                            |                   |                                        |                      |           |                              |

## Сниимање
Серија је обновљена за седамнаесту сезону 11. априла 2019.
ЦБС је 13. марта 2020. објавио да је снимање 17. сезоне обустављено због пандемије ЦОВИД-19. Потврђено је да су приче планиране од 21. до 24. епизоде укључене у епизоде 18. сезоне „Све има свој почетак“ и „Опекотине (4. део)“. Извршни продуцент Френк Кардеа је задиркивао "веома изненађујући крај" који је измењен због пандемије. Обожаваоци су нагађали да је ово био или излаз лика Марије Бело Џеклин Слоун (који је одложен за епизоду "Прави верник" 18. сезоне) или поновно спајање ликова Тонија Диноза и Зиве Давид Мајкла Ведерлија и Коте де Пабло, али ни једно ни друго није потврђено.
Ово је прва сезона у којој се Џо Спано не појављује у својој епизодној улози Тобијаса Форнела, иако је више пута помињан у осмој епизоди сезоне, „Музичке столице (1. део)“. Чињеница да ће уводни лук следеће сезоне закључити лук епизоде у вези са Форнелом и његовом ћерком који је почео у на крају 16. сезоне довела је до нагађања да је ова прича требало да буде основа за непроизведену последњу епизоду 17. сезоне.

## Емитовање
Седамнаеста сезона серије Морнарички истражитељи премијерно је приказана 24. септембра 2019.